# Lothar Homeyer
Lothar Homeyer (* 15. Juli 1883; † 17. Mai 1969) war ein deutscher Maler, Grafiker und Illustrator.
Homeyer hat zusammen mit Heinrich Richter-Berlin und Otto Freundlich um 1907/1908 in der Kunstschule Lothar v. Kunowski in Berlin studiert. Seit 1906 stand er in Kontakt mit Herwarth Walden, in den Jahren 1911/1912 fungierte er zudem als Mitarbeiter des Berliner Büros der Fackel. Homeyer steuerte in den 1910er-Jahren grafische Beiträge für die avantgardistischen Literatur-Zeitschriften und Sammlungen Aktion, Die Schöne Rarität (von Adolf Harms), Der Einzige (1919) und Das Aktionsbuch bei. 1919 war er Gründungsmitglied der Künstlervereinigung Novembergruppe.

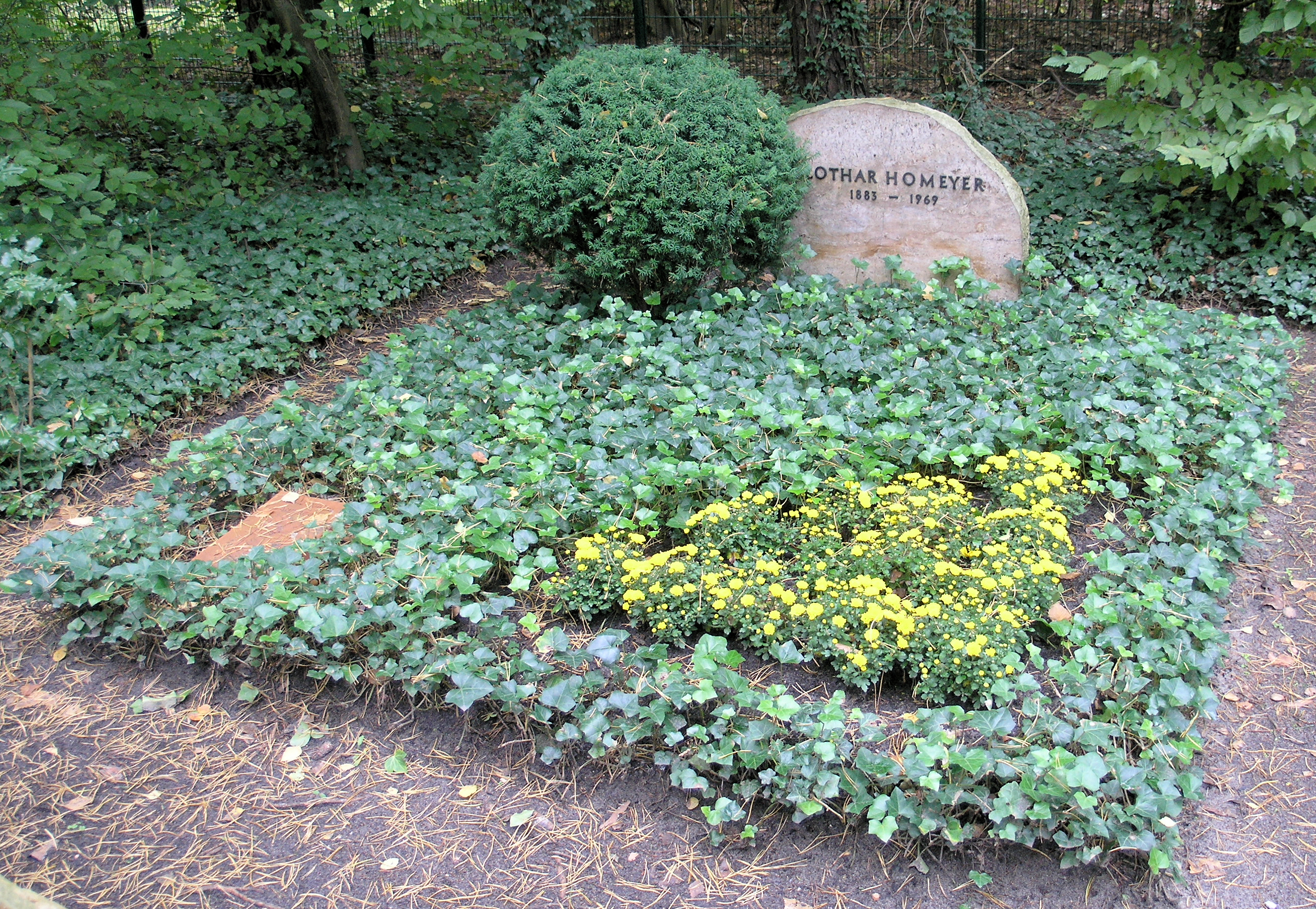
Ehrengrab Homeyers auf dem Waldfriedhof Zehlendorf

Homeyer gehörte schon vor dem Ersten Weltkrieg zum engsten Freundeskreis Salomo Friedlaenders, zu dessen literarischen Publikationen wie Rosa die schöne Schutzmannsfrau (1913) oder Graue Magie. Ein Berliner Nachschlüsselroman (1922) er Illustrationen beisteuerte. Nach der Machtergreifung durch die Nationalsozialisten nannte er sich Popowitsch, um die Briefzensur zu täuschen. Er erblindete nach dem Zweiten Weltkrieg. Homeyer illustrierte auch Victor Hadwigers Roman Des tragischen Affen Jogo Liebe und Hochzeit (1919). Homeyer ist auf dem Waldfriedhof Zehlendorf beigesetzt. Sein Grab war von 1995 bis 2017 als Ehrengrab gewidmet.